# Mick Pickering
Mick Pickering, diminutivo di Michael John Pickering (Mirfield, 29 settembre 1956) è un ex calciatore inglese, di ruolo difensore.

## Caratteristiche tecniche
Era un difensore centrale.

## Carriera
Con il Southampton ha giocato 3 partite nella prima divisione inglese e 41 partite nella seconda divisione inglese; ha inoltre giocato una partita in prima divisione anche con il Norwich City, 4 partite in seconda divisione con il Bradford City, 3 partite in seconda divisione con il Barnsley (club con cui ad inizio carriera aveva invece esordito tra i professionisti, in quarta divisione) e 12 partite nella NASL con i San Diego Sockers. Nel 1980 ha inoltre conquistato una promozione dalla terza alla seconda divisione inglese con lo Sheffield Weds, club con cui ha anche trascorso in totale due stagioni e mezzo in questa categoria.